# Jääsjärvi
Jääsjärvi är en sjö i Finland. Den ligger i kommunerna Gustav Adolfs och Joutsa i landskapen Päijänne-Tavastland och Mellersta Finland, i den södra delen av landet, 170 km norr om huvudstaden Helsingfors. Jääsjärvi ligger 92,3 meter över havet. Den är 28,2 meter djup. Arean är 81,11 kvadratkilometer och strandlinjen är 303,73 kilometer lång. Sjön  ingår i Kymmene älvs huvudavrinningsområde. 